# Conférence de Charlottetown

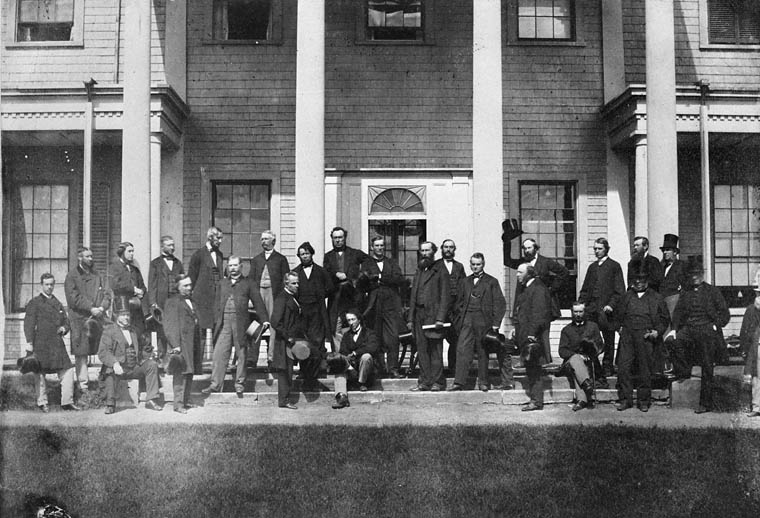
Représentants à la conférence de Charlottetown.

La conférence de Charlottetown était une conférence à Charlottetown (Île-du-Prince-Édouard) pour les représentants des colonies de l'Amérique du Nord britannique pour discuter de la Confédération canadienne. La conférence se déroula du 1er au 9 septembre 1864.
La conférence, telle qu'originellement planifiée, devait être une rencontre entre les représentants des colonies maritimes seulement : la Nouvelle-Écosse, le Nouveau-Brunswick et l'île-du-Prince-Édouard. Terre-Neuve demande tardivement (le 18 août) la permission d'y participer, mais il est trop tard et il ne reste pas assez de temps pour organiser une délégation. La Grande-Bretagne encourageait une Union Maritime de ces colonies, dans l'espoir qu'elles deviendraient moins dépendantes de la Couronne, économiquement et politiquement, et qu'elles fourniraient une plus grande puissance économique et militaire dans la région dans le contexte de la guerre de Sécession. Toutefois, une autre colonie, la province du Canada (aujourd'hui l'Ontario et le Québec) a eu vent de la conférence et demanda à participer à la discussion d'une union éventuelle dont elle pourrait faire partie.

## La conférence

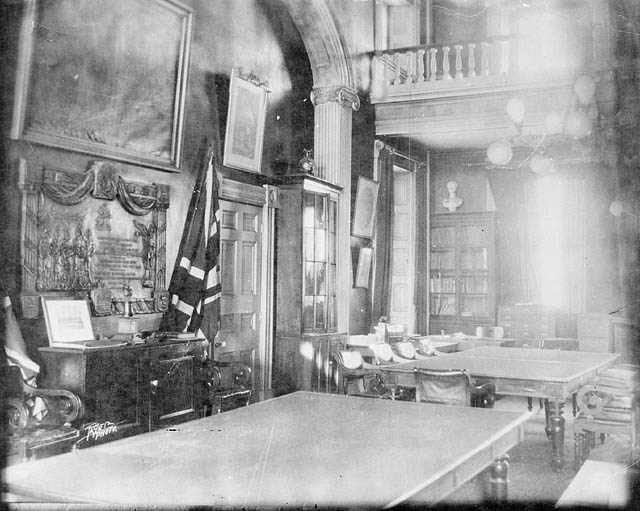
Salle dans laquelle la conférence de Charlottetown a eu lieu, 1864.

À la même période, un cirque était établi à Charlottetown, ce qui intéressait beaucoup plus la majorité de la population, en effet, cela faisait 20 ans qu'il n'y avait pas eu de cirque sur l'île. Il n'y avait personne travaillant au port lorsque les délégués canadiens sont arrivés sur le bateau à vapeur SS Queen Victoria, alors le représentant de l'Île-du-Prince-Édouard William Henry Pope dut s'occuper seul de la réception, notamment de ramer en canot pour aller accueillir les nouveaux arrivants. Les délégués canadiens durent passer toutes leurs nuits à bord du Queen Victoria étant donné que le cirque et les délégués des Maritimes avaient accaparé tous les hébergements en ville.
La conférence débute le jeudi 1er septembre 1864 avec un banquet pour tous les délégués. Des fêtes et des banquets sont en fait tenus chaque nuit après la fin des discussions de la journée (à l'exception du dimanche 4 septembre ; ils ne se réunissent pas ce jour-là). Les représentants de la province du Canada dominent la conférence, éclipsant les préoccupations des colonies maritimes et dévoilant les bases d'une union qui leur serait la plus bénéfique. Quatre des cinq premiers jours (sauf le dimanche) sont occupés à décrire la position canadienne ; les représentants des Maritimes ne discutent de leurs propres plans que les 6 et 7 septembre. Le délégué canadien George Brown passe deux jours à discuter des détails de la constitution proposée, qui verrait le Canada demeurer au sein de l'Empire britannique, mais qui exclurait les problèmes qui avaient mené à la guerre civile américaine, qui fait toujours rage à l'époque aux États-Unis.
Les colonies maritimes sont convaincues qu'une union élargie incluant la province du Canada leur serait également bénéfique, et que cette union pourrait être établie en quelques années, plutôt que dans un avenir indéfini comme cela avait été originellement prévu. La conférence se conclut le mercredi 7 septembre, mais les représentants sont d'accord pour se rencontrer de nouveau le mois suivant à Québec (voir Conférence de Québec). Un bal est également tenu le 8 septembre, à la suite duquel les délégués retournent chez eux.

### Nouveau-Brunswick
- Edward Barron Chandler
- John Hamilton Gray
- Samuel Leonard Tilley
- William H. Steeves
- John Mercer Johnson

### Nouvelle-Écosse
- Adams George Archibald
- Robert B. Dickey (en)
- William Alexander Henry (en)
- Jonathan McCully
- Charles Tupper
- Joseph Howe

### Île-du-Prince-Édouard
- George Coles (en)
- John Hamilton Gray
- Edward Palmer
- Andrew Archibald Macdonald
- William Henry Pope

### Province du Canada
- Alexander Campbell
- George-Étienne Cartier
- Alexander Tilloch Galt
- John A. Macdonald
- Hector-Louis Langevin
- William McDougall
- Thomas D'Arcy McGee